# Lepidosireniformes
De Lepidosireniformes (Oudgrieks λεπίς lepís (genitief lepídos) schub; Oudgrieks Σειρήν Seirēn, Duits sirene + Latijnse forma vorm) zijn een onderorde van longvissen (Dipnoi), met vier recente soorten in tropisch Afrika en één soort in het tropische Zuid-Amerika voorkomt. Naast deze vijf soorten is er slechts één andere levende soort longvis, Neoceratodus forsteri, maar deze behoort tot een andere orde.

## Kenmerken
De longvissen van de onderorde Lepidosireniformes hebben een palingachtig, langwerpig lichaam en bereiken lichaamslengten van vijfenveertig centimeter tot twee meter. In tegenstelling tot de grootschubbige Australische longvis, die maar één long heeft, hebben de Lepidosireniformes-soorten alleen kleine schubben en gepaarde longen. De schubben liggen diep onder de glandulaire epidermis, zodat de vissen er vrij naakt uitzien. Het meest opvallende kenmerk van de onderorde zijn de draadachtige gereduceerde gepaarde vinnen die geen vinstralen hebben. De larven hebben buitenste kieuwbosjes, vergelijkbaar met de larven van salamanders. Volwassen Lepidosireniformes kunnen droge perioden overleven door zich in te graven. De vissen paaien in gaten en tunnels die ze graven in taluds of in de bodem van het water. Het broed wordt bewaakt door de mannetjes.

## Taxonomie
- Familie Lepidosirenidae
  - Lepidosiren
    - Lepidosiren paradoxa
- Familie Protopteridae
  - Protopterus
    - Protopterus aethiopicus (Heckel, 1851)
    - Protopterus amphibius (Peters, 1844)
    - West-Afrikaanse longvis (Protopterus annectens) (Owen, 1839)
    - Protopterus dolloi (Boulenger, 1900)

De zustergroep en naaste verwant van de Lepidosireniformes is de familie Gnathorhizidae met de geslachten Gnathorhiza en Persephonichthys, die kunnen worden gedetecteerd in het fossielenbestand van het Laat-Carboon tot het Vroeg-Trias.